# Siempre te amaré (telenovela argentina)
Siempre te amaré fue una telenovela argentina producida y emitida por Diana Álvarez para Canal 9 Libertad en 1974. Estuvo protagonizada por María Aurelia Bisutti, Luis Dávila, Alicia Bruzzo y Antonio Grimau quiénes ya venían del éxito de la telenovela Con odio y con amor en 1973, también contó con las participaciones secundarias de los primeros actores Lucio Deval y Susy Kent.

## Elenco
- María Aurelia Bisutti - Flavia
- Luis Dávila - Germán
- Alicia Bruzzo - Lorena
- Antonio Grimau - Oscar
- Lucio Deval
- Nestor Ducó
- Betina Hudson
- Susy Kent
- Juan Carlos Lima
- Liria Marín
- Nya Quesada
- Lita Soriano
- Alicia Zanca

## Equipo técnico
- Historia: Marcia Cerretani
- Producción y dirección: Diana Álvarez